# Omar Fontana
Omar Fontana (Joaçaba, SC, 7 de janeiro de 1927 — São Paulo, 8 de dezembro de 2000), filho de Attilio Fontana e mais conhecido como Comandante Fontana, foi um empresário brasileiro. Ele fundou, em 1955, a Sadia S/A Transportes Aéreos, que deu origem a Transbrasil.
Faleceu em 8 de dezembro de 2000, aos 73 anos, vítima de um parada cardíaca. Também sofria de câncer no intestino.

## Biografia
Omar Fontana estudou no Liceu Coração de Jesus, em São Paulo, no pátio do qual viu pela primeira vez um avião sobrevoando a instituição. Aos 15 anos, tornou-se piloto.
Em 1953 foi trabalhar na Panair do Brasil, e convenceu o pai a transportar as cargas da Sadia usando um DC-3 alugado (apenas aos domingos) da Panair. Como a iniciativa teve êxito, em 1955 foi fundada a Sadia S/A Transportes Aéreos , com dois aviões (um dos quais, o mesmo DC-3 antes alugado nos fins de semana).
Como a Sadia não precisava usar as suas aeronaves todo o tempo, nos momentos de ociosidade elas eram alugadas para terceiros. Em 1957, como diretor de operações da empresa de aviação, inaugurou voos regulares para Los Angeles e Tóquio, em parceria com a Real Aerovias, então a maior companhia aérea da América Latina. Em 1961, desfez a parceria com a Real, mas comprou a Transportes Aéreos Salvador, estendendo o alcance da Sadia a 53 cidades do Nordeste. Como a iniciativa teve êxito, em 1955 foi fundada a Sadia S/A Transportes Aéreos , com dois aviões (um dos quais, o mesmo DC-3 antes alugado nos fins de semana). Em 1972 (ou 1973 segundo outras fontes), a empresa mudou de nome e passou a chamar-se Transbrasil.
Omar Fontana era formado em direito, mas gostava de ser chamado de "piloto". Em seus últimos anos, exerceu o cargo de presidente do conselho administrativo da Transbrasil.